# Trattato di Libera Associazione

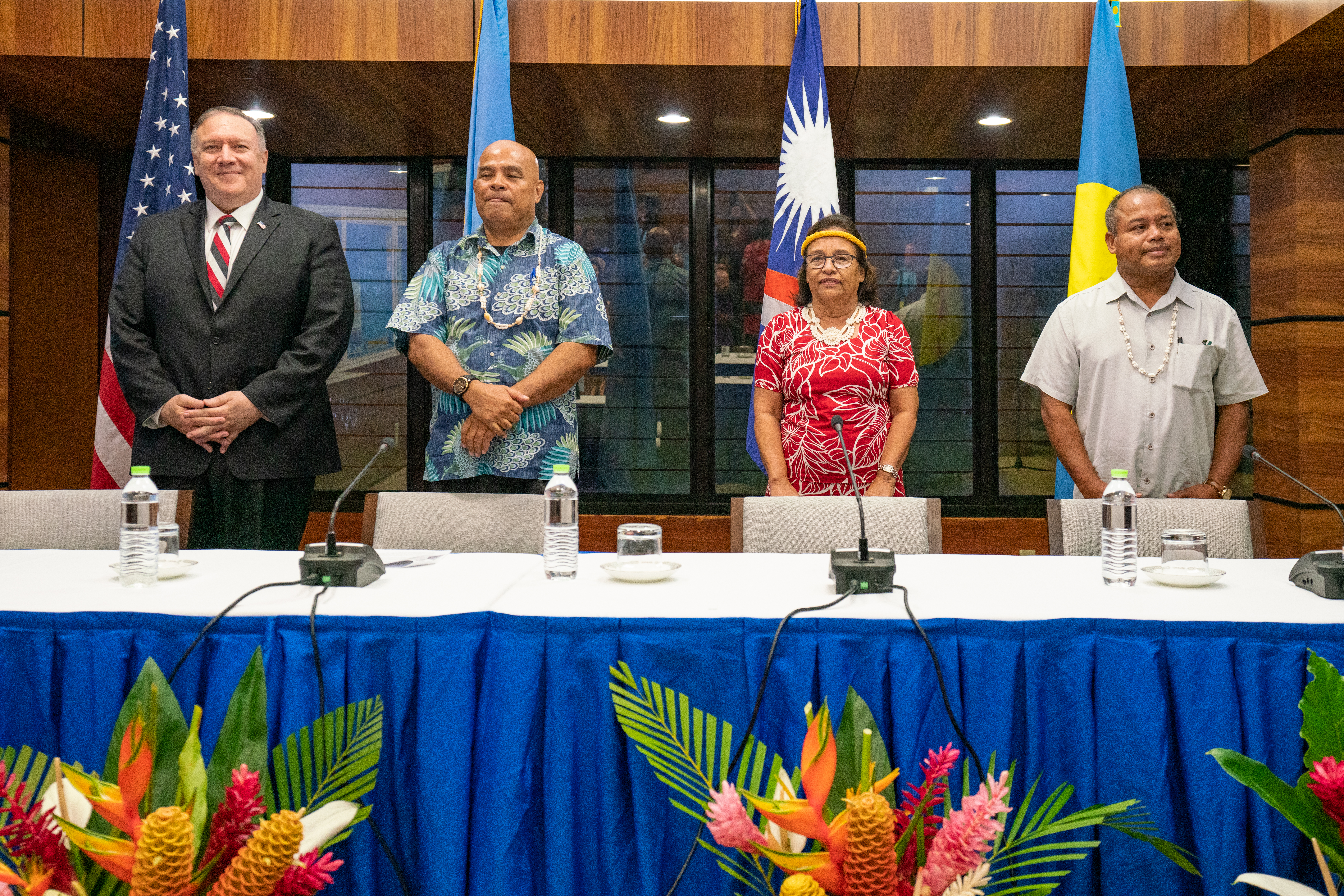
Il segretario di Stato statunitense Mike Pompeo con i rappresentanti di Stati Federati di Micronesia, Isole Marshall e Palau

Il Trattato di Libera Associazione (in inglese: Compact of Free Association, COFA) è un accordo internazionale che stabilisce e governa le relazioni di libera associazione tra gli Stati Uniti d'America e tre nazioni insulari dell'Oceano Pacifico: gli Stati Federati di Micronesia, le Isole Marshall e la Repubblica di Palau. Queste nazioni erano un tempo parte, assieme al Commonwealth delle Isole Marianne Settentrionali, del Territorio fiduciario delle Isole del Pacifico, un'amministrazione fiduciaria delle Nazioni Unite amministrata dalla marina militare degli Stati Uniti d'America dal 1947 al 1951 e dal ministero degli interni statunitense dal 1951 al 1986 (1994 nel caso di Palau).
Il trattato fu posto in essere come estensione dell'accordo di amministrazione territoriale tra USA e Nazioni Unite che obbligava il governo federale statunitense a "promuovere lo sviluppo dei popoli del Territorio fiduciario verso l'autogoverno o l'indipendenza a seconda delle particolari circostanze del Territorio e dei suoi abitanti e nel rispetto della volontà liberamente espressa dalle popolazioni coinvolte". Stando al nuovo accordo, il governo USA fu inoltre tenuto a garantire a quegli Stati, attraverso il suo Ufficio per gli Affari Insulari, un'assistenza finanziaria per un periodo di 15 anni in cambio del completo comando e responsabilità della loro difesa internazionale.
Il Trattato di Libera Associazione fu quindi steso per la prima volta dai negoziatori nel 1980, firmato dalle parti coinvolte nel 1982-1983 e infine approvato dai cittadini degli Stati oceaniani con delle elezioni tenute nel 1983. Le misure contenute nel contratto furono quindi adottate dal Congresso degli Stati Uniti d'America nel 1986, diventando legge il 13 novembre dello stesso anno.

## Assistenza finanziaria
Ognuno degli Stati associati partecipa attivamente a tutte le attività di assistenza tecnica poste in essere dall'Ufficio per gli Affari Insulari. Gli USA trattano queste nazioni tutte nello stesso modo, garantendo loro l'accesso a molti programmi nazionali statunitensi, inclusi i programmi di soccorso in caso di calamità naturali e di mitigazione dei rischi gestiti dall'Ente federale per la gestione delle emergenze e alcuni programmi del ministero dell'istruzione statunitense come il Pell Grant, e a diversi servizi forniti dal Servizio Meteorologico Nazionale, dal Servizio Postale Nazionale, dall'agenzia federale per l'amministrazione dell'aviazione, dalla Commissione federale per le comunicazioni e dalla rappresentanza statunitense presso il Consiglio per la registrazione delle frequenze internazionali dell'Unione internazionale delle telecomunicazioni. Inoltre, l'area del Trattato al di fuori dell'area doganale degli Stati Uniti d'America è priva di dazi sulle importazioni.
La maggior parte dei cittadini degli Stati associati può vivere e lavorare negli Stati Uniti d'America e la maggior parte dei cittadini statunitensi, compreso il loro coniuge, può vivere e lavorare negli Stati associati.
Nel 1996, con l'approvazione del Personal Responsibility and Work Opportunity Act gli USA tolsero i benefici del Medicaid ai residenti stranieri provenienti dai suddetti Stati, equiparando il loro accesso al programma a quello di ogni altro immigrato.

## Assistenza militare
Il COFA permette agli Stati Uniti d'America di operare con le proprie forze armate all'interno delle aree del Trattato, di richiedere, previa negoziazione, spazio per l'approntamento di proprie basi operative in quelle aree e di escludere da tali aree la presenza di forze armate di altre nazioni a meno di un permesso statunitense. In cambio, gli USA sono responsabili della protezione degli Stati associati e hanno la responsabilità dell'amministrazione di tutti gli affari e i trattati internazionali relativi alla difesa dei suddetti Stati, sebbene non possano dichiarare guerra in loro nome. Tuttavia, essi non possono utilizzare armi nucleari, chimiche o biologiche sul territorio della Repubblica di Palau, e non sono autorizzati a mantenere tali armi nei territori delle Isole Marshall e degli Stati Federati di Micronesia, a meno che non viga uno stato di emergenza nazionale, di guerra, o quando esse siano necessarie a difendere gli USA o gli Stati associati da un pericolo esistente o incombente.
I cittadini degli Stati associati possono prestare servizio nelle forze armate statunitensi, nelle quali si registra un alto livello di militari provenienti da tali nazioni. Nel 2008, ad esempio, gli Stati Federati di Micronesia avevano un tasso di arruolamento per-capita nelle forze armate USA più alto di tutti gli Stati federali facenti parte degli Stati Uniti d'America, e nelle guerre irachene e afghana ebbero una media di feriti per-capita pari a cinque volte la media nazionale statunitense (9 soldati su una popolazione di 107.000 persone).

## Rinnovo del 2003

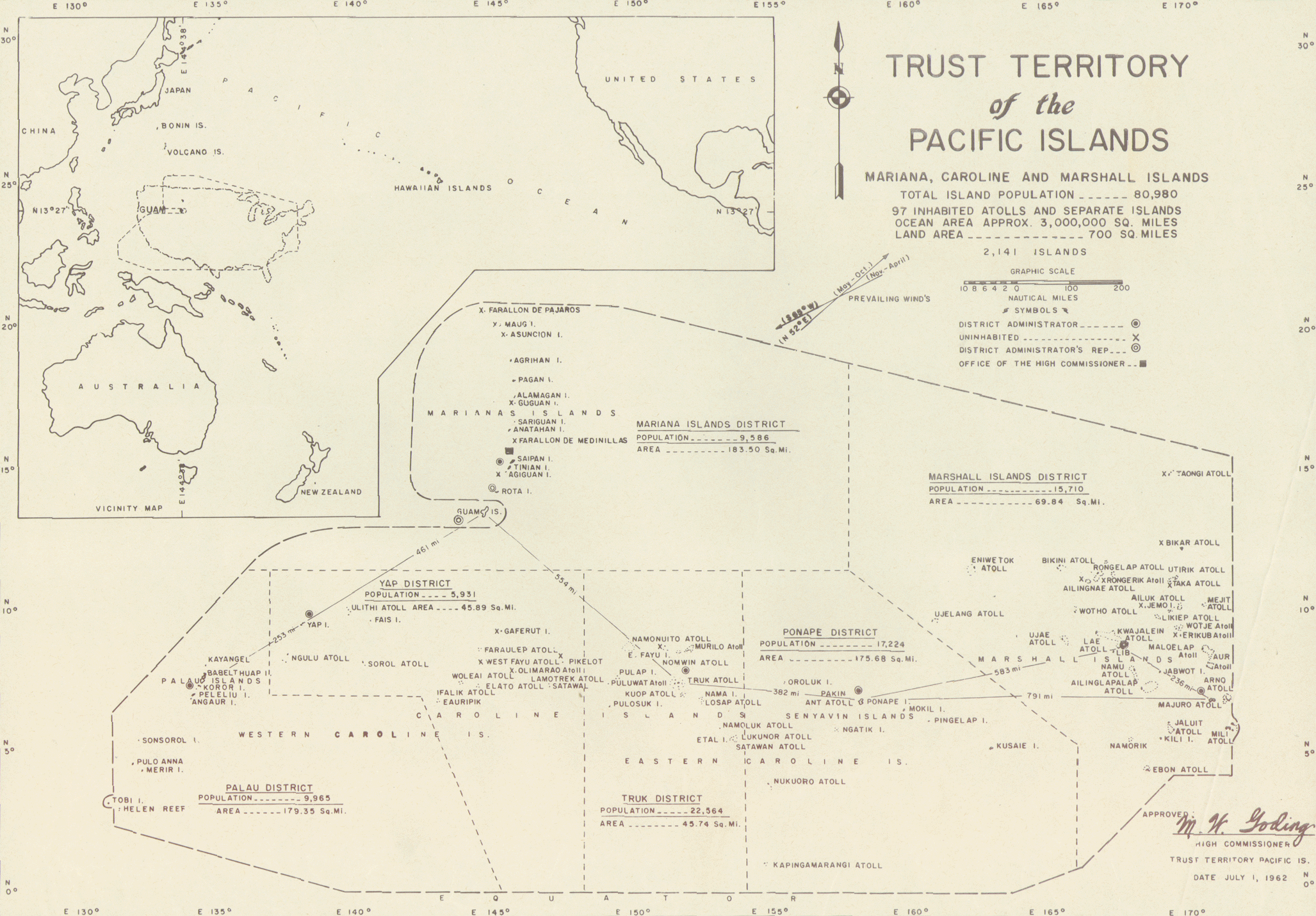
Mappa del Territorio fiduciario delle Isole del Pacifico (1961).

Nel 2003, i trattati con le Isole Marshall e gli Stati Federati di Micronesia furono rinnovati per 20 anni, prevedendo un esborso di 3,5 miliardi di dollari statunitensi a entrambi i paesi. Il rinnovo comprese anche l'esborso di 30 milioni di dollari da parte degli USA alle Samoa Americane, a Guam, alle Hawaii e alle Isole Marianne Settentrionali, per aiutare i governi di tali territori a sostenere le spese dei servizi destinati a immigrati provenienti dalle Isole Marshall, dagli Stati Federati di Micronesia e dalla Repubblica di Palau. Nel nuovo trattato fu inoltre rinnovato agli USA l'utilizzo dell'atollo di Kwajalein, nelle Isole Marshall, come campo per test missilistici per i 20 anni a seguire. Altri cambiamenti riguardarono le regole di immigrazione, per cui i cittadini marshallesi e micronesiani dovettero da allora innanzi essere muniti di passaporto per poter viaggiare negli USA, e alcuni servizi postali, ossia al Servizio Postale statunitense (USPS) fu dato il permesso di applicare le tariffe postali internazionali alle comunicazioni tra gli USA e gli Stati associati (escluso Palau), cosa che l'USPS iniziò a fare dal gennaio 2006, per poi tornare sui suoi passi nel novembre 2007.
Le misure del nuovo trattato (comunemente chiamato "Compact II") entrarono in vigore negli Stati Federati di Micronesia il 25 giugno 2004 e nelle Isole Marshall il 30 giugno dello stesso anno.
I termini per l'assistenza finanziaria prevista dal nuovo trattato per la Repubblica di Palau, il quale che garantiva al piccolo Stato insulare un totale di 18 milioni di dollari l'anno in sussidi e merci, sono scaduti il 30 settembre 2009 e il loro rinnovo è stato firmato nel finire del 2010. Sempre nello stesso anno sono inoltre sono stati firmati i termini per il prolungamento dell'assistenza militare per altri 15 anni.

## Rispetto degli impegni da parte statunitense
Nel corso dei decenni passati, l'amministrazione da parte degli Stati Uniti d'America degli Stati che prima facevano parte del Territorio fiduciario e che oggi sono inseriti nel Trattato di Libera Associazione è stata soggetta a critiche sempre maggiori. Un rapporto delle Nazioni Unite del 1961 portò inizialmente all'attenzione diverse mancanze dell'amministrazione statunitense in quasi ogni settore, mettendo in evidenza la scarsa rete dei trasporti presente nei territori, l'incapacità degli USA di accogliere i reclami relativi ai danni di guerra, il fallimento nell'elargire ricompense adeguate per gli spazi utilizzati per scopi militari, le scarse condizioni di vita della popolazione, un inadeguato sviluppo economico, degli inadeguati programmi scolastici e una quasi del tutto inesistente assistenza medica. Nel 1971, Patsy Mink, allora membro della Camera dei Rappresentanti per lo Stato delle Hawaii, affermò inoltre che "Dopo aver ottenuto il diritto di controllare la Micronesia, gli Stati Uniti hanno permesso che le isole stagnassero e decadessero nell'indifferenza e nelle mancanza di assistenza...La popolazione è tutt'oggi impoverita e priva dei beni che noi consideriamo essenziali - un'adeguata educazione, un decente posto in cui vivere, buoni livelli di salute e strutture sanitarie moderne".
Dopo la firma dei nuovi trattati, diverse critiche sono inoltre state destinate alla sottocommissione statunitense per gli affari esteri deputata all'Asia e al Pacifico per quanto riguarda il mancato rispetto degli impegni presi relativamente al contenimento dell'impatto dei test nucleari effettuati dagli USA nelle Isole Marshall tra il 1948 e il 1962. I critici hanno infatti evidenziato che, mentre la sezione 177 del COFA riconosceva agli Stati Uniti d'America la responsabilità di "ogni conseguenza passata, presente a futura dei reclami relativi ai test nucleari", in realtà erano stati erogati soltanto 4 milioni dei 2,2 miliardi di dollari di risarcimento sentenziati dal Tribunale per i Reclami Nucleari, creato all'interno del trattato con le Isole Marshall. In merito a questi reclami non accolti, diversi medici hanno anche fatto notare la potenziale ampiezza dell'impatto dei test nucleari effettuati all'interno della regione Pacifica, indicata dalla prevalenza in queste zone sia di malattie radiogeniche che di malattie cardiache, diabete e obesità associati a "una modifica forzata della dieta e dello stile di vita" risultante dall'amministrazione statunitense successiva ai test. Nel 2011, diversi legislatori evidenziarono inoltre come il Congresso statunitense avesse sempre continuamente fallito nel garantire l'assistenza medica e i servizi riservati ai cittadini degli Stati associati emigrati negli Stati Uniti d'America per godere di opportunità di cura, di istruzione e di occupazione, in particolare dopo l'approvazione del Personal Responsibility and Work Opportunity Act.
Altre questioni relative alla responsabilità degli USA sono state sollevate in merito al problema dei numerosi relitti, oltre mille, di navi da guerra o da trasporto abbandonate o distrutte dalle forze armate statunitensi negli atolli e nelle isole facenti parte dell'area del Trattato, per un peso totale stimato in oltre tre milioni di tonnellate di materiale.

## I problemi dell'assistenza medica
Nel 2009, lo Stato delle Hawaii, sotto l'amministrazione dell'allora governatrice Linda Lingle, tentò di limitare l'accesso all'assistenza medica dei cittadini degli Stati associati eliminando tutti i residenti provenienti dall'area del Trattato dal Med-QUEST, il piano di copertura medica dello Stato. I residenti provenienti dall'area del COFA sarebbero stati invece soggetti al Basic Health Hawaii, un piano di assistenza medica limitata all'interno del quale "i servizi di trasporto sono esclusi e i pazienti non possono ricevere più di dieci giorni di cure ospedaliere all'anno né più di dodici visite ambulatoriali all'anno e un massimo di quattro prescrizioni di farmaci al mese...il BHH copre i costi dei trattamenti di dialisi soltanto se ritenuti servizio di emergenza...il BHH fa sì che i pazienti con il cancro esauriscano le visite mediche coperte nel giro di due o tre mesi".
Evidenziando che un tale politica rappresentava una discriminazione illegale in violazione della Clausola di Protezione Egualitaria, il giudice federale della corte distrettuale John Michael Seabright procedette a un'ingiunzione preliminare contro l'implementazione del Basic Health Hawaii. Nel riscontrare un'alta probabilità di danno irreparabile, il giudice Seabright prese atto della "prova convincente che la limitata copertura offerta dal BHH...sta causando la rinuncia dei residenti nell'area del COFA a trattamenti necessari in quanto privi delle risorse per poterselo permettere". Il successore della Lingle, il governatore Neil Abercrombie, ha proseguito l'appello dello Stato all'ingiunzione presso la Corte d'appello degli Stati Uniti d'America per il Nono Circuito, la quale ha infine sentenziato proprio in favore dello Stato. Quando la Corte suprema statunitense ha poi rifiutato di occuparsi del caso, l'amministrazione Abercrombie ha rimosso la maggior parte dei residenti nell'area del COFA dal Med-QUEST, trasferendo le persone all'interno dei piani Affordable Care Act. In altri Stati, come ad esempio l'Arkansas, aventi una significativa popolazione di marshallesi, i residenti provenienti dalle aree del COFA non sono stati ritenuti idonei al Medicaid.